# 2ТЭ10В
2ТЭ10В (2-секционный ТЭ10 ворошиловградской модификации) — советский магистральный грузовой тепловоз мощностью 2×3000 л. с., выпускавшийся Ворошиловградским тепловозостроительным заводом с 1974 по 1981 год. Конструктивно представлял собой модернизированный 2ТЭ116 (был несколько изменён кузов) с дизель-генераторной установкой и вспомогательными машинами от 2ТЭ10Л. Обладатель Государственного знака качества (1977 год).

## История
С 1971 года Ворошиловградский тепловозостроительный завод начал серийно выпускать грузовые тепловозы 2ТЭ116 с четырёхтактными дизельными двигателями и электрической передачей переменно-постоянного тока. Но параллельно на заводе осуществлялся крупносерийный выпуск тепловозов 2ТЭ10Л с двухтактными двигателями и электрической передачей постоянного тока. Для сохранения выпуска тепловозов ТЭ10, а также снижения себестоимости ТЭ116, было решено эти два тепловоза унифицировать. Бесчелюстные тележки, применённые на 2ТЭ116, ещё ранее были опробованы, когда выпустили партию 2ТЭ10Л с ними. Тяговые электродвигатели ЭД-107 и ЭД-118 по параметрам были аналогичны, а тяговые редукторы практически одинаковы (модуль 10 мм, передаточное отношение 75:17). Требовалось теперь унифицировать кабину машиниста, что влекло за собой и изменение кузова.
В 1974 году Ворошиловградский тепловозостроительный завод построил первый тепловоз новой конструкции, которому присвоил обозначение серии 2ТЭ10В, а полное обозначение — 2ТЭ10В-2918. От 2ТЭ10Л он имел следующие отличия:
- Кабина машиниста, унифицированная с 2ТЭ116, в связи с чем была изменена рама.
- От 2ТЭ116 заимствовали и бесчелюстные тележки с тяговыми электродвигателями ЭД-118А, упругими шестернями тягового редуктора, а также повышенной, до 23 тонна-сил нагрузкой от оси на рельсы.
- Начал устанавливаться ручной тормоз.
- Двухмашинный агрегат убрали из-под кабины, расположив его между аппаратными камерами.
- Изменена внешняя окраска кузова.

Первый 2ТЭ10В прошёл сперва заводские испытания, после чего был передан Министерству путей сообщения. 15 ноября 1974 года заместители Министра путей сообщения и Министра тяжёлого, энергетического и транспортного машиностроения утвердили протокол о том, чтобы уже в 1975 году был начат серийный выпуск тепловозов 2ТЭ10В. В том же году были выпущены ещё сразу 67 локомотивов. Для проведения испытаний Министерство тяжёлого, энергетического и транспортного машиностроения СССР приказом № 84 от 11 марта 1975 года назначило комиссию. 14 июля 1976 года эта комиссия по результатам рассмотрения результатов испытаний выпустила акт, согласно которому рекомендовала запускать серийное производство этой серии тепловозов. 23 июня 1976 года Главный инженер «Главтепловоза» Ю. Н. Ильин и Главный инженер ЦТ МПС Б. Д. Никифоров после согласования утвердили техническую документацию 2ТЭ10В на серийное производство.
Поначалу выпуск тепловозов 2ТЭ10Л и 2ТЭ10В осуществлялся параллельно, но в 1977 году производство первых было прекращено, а потому завод далее уже выпускал лишь 2ТЭ10В. Помимо этого, 22 апреля 1977 года Ворошиловградский завод передал Северной железной дороге тепловоз 2ТЭ10В-3665, который стал для завода 25 000-м построенным тепловозом. В том же году 2ТЭ10В был удостоен Государственного знака качества. Производство 2ТЭ10В осуществлялось до 1981 года включительно, последним стал 2ТЭ10В-5090. Всего по заводским данным было построено 3162 секции (1581 тепловоз).
Чтобы увидеть живой 2ТЭ10В в 2021 году, нужно поехать в Таджикистан, либо в Киргизию, либо в Туркменистан, либо в Казахстан (правда, там они уже будут переделанные). В России же за 2010-е годы умудрились списать почти все 2ТЭ10В. Раньше география их эксплуатации была довольно широкой. Они эксплуатировались на Дальневосточной, Горьковской, Южно-Уральской и Западно-Сибирской жд. Их там было очень много и увидеть его было несложно. Однако сейчас осталось около 10—15 штук в Сибири, и примерно 3—4 штуки на Московской жд. Один работает в подмосковном городе Пересвете. Он сменил там другой 2ТЭ10В, который сейчас не работает. Также 2 экземпляра работают в Рязани.
- 2ТЭ10В-4805 с грузовым поездом
- Модернизированный 2ТЭ10ВК-4043

## 3ТЭ10В
В 1978 году был построен опытный трёхсекционный 3ТЭ10В мощностью 3×3000 л. с., который передали на Молдавскую железную дорогу. В серийный выпуск эта модель не пошла, но на её основе был создан проект по модернизации электрических цепей для работы тепловозов в составе трёх секций. В 1979 году завод по этому проекту выпустил первые трёхсекционные тепловозы, которым присвоил обозначение серии 3ТЭ10М. С 1981 года начался серийный выпуск двухсекционных 2ТЭ10М, которые заменили в производстве 2ТЭ10В, а опытный тепловоз порезан весной 2003 (кроме бустера, который работает вместе с 3ТЭ10М-0031).